# Liste der Biografien/Wolfg
Liste der Biografien |
Portal Biografien |
Personensuche
# |
A |
B |
C |
D |
E |
F |
G |
H |
I |
J |
K |
L |
M |
N |
O |
P |
Q |
R |
S |
T |
U |
V |
W |
X |
Y |
Z |
?
 
Wa |
Wc |
Wd |
We |
Wh |
Wi |
Wj |
Wl |
Wn |
Wo |
Wr |
Ws |
Wt |
Wu |
Ww |
Wy |
Wz
 
Woa |
Wob |
Woc |
Wod |
Woe |
Wof |
Wog |
Woh |
Woi |
Woj |
Wok |
Wol |
Wom |
Won |
Woo |
Wop |
Wor |
Wos |
Wot |
Wou |
Wov |
Wow |
Wox |
Woy |
Woz
 
Wola |
Wolb |
Wolc |
Wold |
Wole |
Wolf |
Wolg |
Wolh |
Woli |
Wolj |
Wolk |
Woll |
Wolm |
Woln |
Wolo |
Wolp |
Wolr |
Wols |
Wolt |
Wolv |
Woly |
Wolz
 
Wolfa |
Wolfb |
Wolfc |
Wolfe |
Wolff |
Wolfg |
Wolfh |
Wolfi |
Wolfk |
Wolfl |
Wolfm |
Wolfn |
Wolfo |
Wolfr |
Wolfs |
Wolft
Die Liste der Biografien führt alle Personen auf, die in der deutschsprachigen Wikipedia einen Artikel haben. Dieses ist eine Teilliste mit 42 Einträgen von Personen, deren Namen mit den Buchstaben „Wolfg“ beginnt.

## Wolfg

### Wolfga
- Wolfgang († 1519), Graf von Ortenburg
- Wolfgang (1465–1509), Graf von Fürstenberg (1484–1509)
- Wolfgang (1492–1566), Fürst von Anhalt-Köthen
- Wolfgang (1494–1558), Pfalzgraf von Neumarkt, Statthalter der Oberpfalz
- Wolfgang (1526–1569), Herzog von Pfalz-ZweibrückenWolfgang (1526–1569)

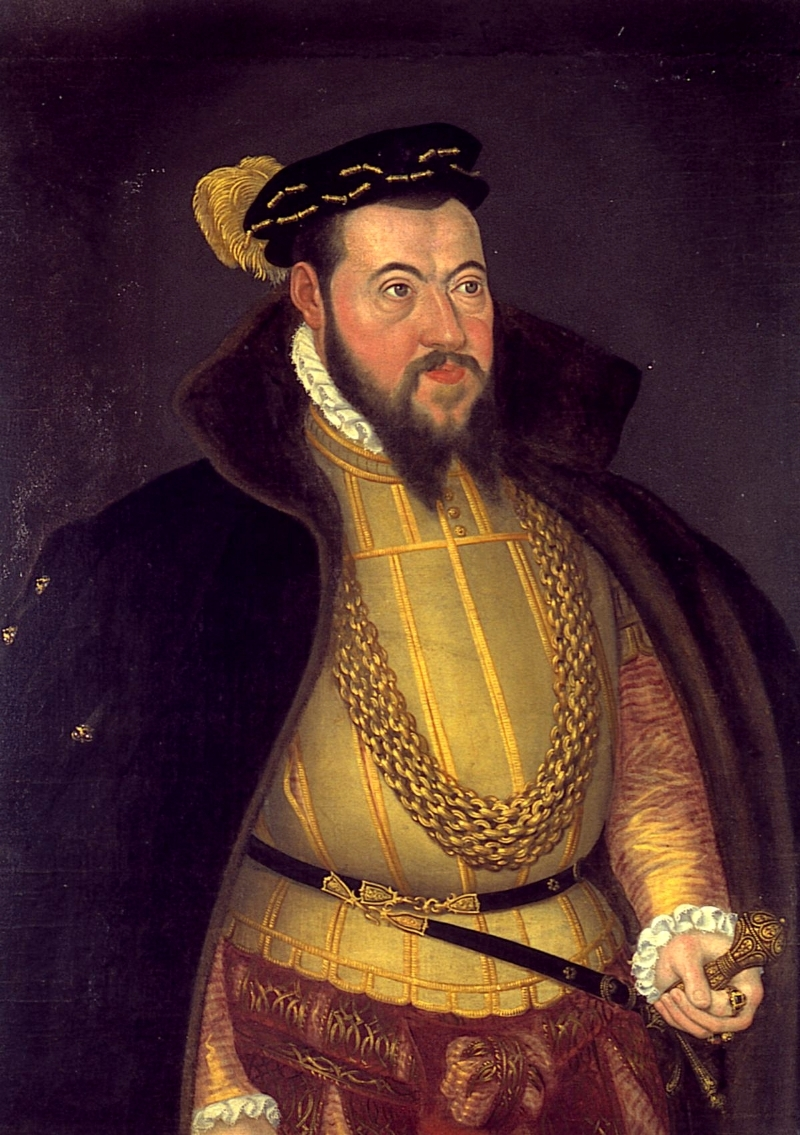
Wolfgang (1526–1569)

- Wolfgang (1531–1595), Fürst im Fürstentum Grubenhagen (1567–1595)
- Wolfgang (* 1986), schottischer Wrestler
- Wolfgang Georg Friedrich von Pfalz-Neuburg (1659–1683), Pfalzgraf von Neuburg, Weihbischof von Köln
- Wolfgang I. von Montfort-Rothenfels († 1541), Graf von Montfort in Tettnang und Rothenfels sowie Hofrat und oberösterreichischer Statthalter
- Wolfgang I. von Oettingen (1455–1522), Graf von Oettingen
- Wolfgang III. Kämmerer von Worms (1426–1476), deutscher Ritter, Hofmarschall des pfälzischen Kurfürsten Friedrich I.
- Wolfgang IV. (1626–1708), Graf aus dem Hause Oettingen-Wallerstein, Reichshofratspräsident, Diplomat
- Wolfgang Julius (1622–1698), deutscher Generalfeldmarschall und letzter Graf von Hohenlohe-Neuenstein
- Wolfgang Pausinger († 1475), römisch-katholischer Geistlicher
- Wolfgang V. von Walsee († 1466), Hauptmann ob der Enns
- Wolfgang von Baden (1484–1522), Markgraf von Baden
- Wolfgang von Bayern (1451–1514), jüngster Sohn Herzog Albrechts III. von Bayern-München
- Wolfgang von Regensburg († 994), Missionar und Bischof von Regensburg
- Wolfgang von und zu Liechtenstein (* 1934), liechtensteinischer Botschafter
- Wolfgang Wilhelm von Pfalz-Neuburg (1578–1653), Pfalzgraf von Pfalz-Neuburg, Herzog von Jülich und Berg
- Wolfgang, Alexander (1894–1970), deutscher Maler
- Wolfgang, Andreas Matthäus (1660–1736), deutscher Kupferstecher
- Wolfgang, Christian (1709–1750), deutscher Kupferstecher und Miniaturmaler
- Wolfgang, Friedl (1908–1984), österreichischer Skirennläufer
- Wolfgang, Georg Andreas d. Ä. (1631–1716), deutscher Kupferstecher
- Wolfgang, Georg Andreas d. J. (1703–1745), deutscher Maler
- Wolfgang, Gustav Andreas (1692–1775), deutscher Kupferstecher und Maler
- Wolfgang, Johann Friedrich (1775–1859), polnisch-russischer Botaniker
- Wolfgang, Johann Georg (1662–1744), preußischer Kupferstecher
- Wolfgang, Marvin E. (1924–1998), US-amerikanischer Soziologe
- Wolfgang-Krenn, Barbara (1969–2019), österreichische Unternehmerin und Politikerin der Österreichischen Volkspartei (ÖVP)
- Wolfgar, Bischof von Würzburg

### Wolfge
- Wolfger von Erla († 1218), Bischof von Passau
- Wolfger von Prüfening, Mönch, Bibliothekar und Gelehrter im Kloster Prüfening

### Wolfgr
- Wolfgramm, Michael (* 1953), deutscher Ruderer
- Wolfgramm, Paea (* 1971), tongaischer Boxer
- Wolfgramm, Torsten (1936–2020), deutscher Politiker (FDP), MdB
- Wolfgruber, Gernot (* 1944), österreichischer SchriftstellerGernot Wolfgruber (* 1944)

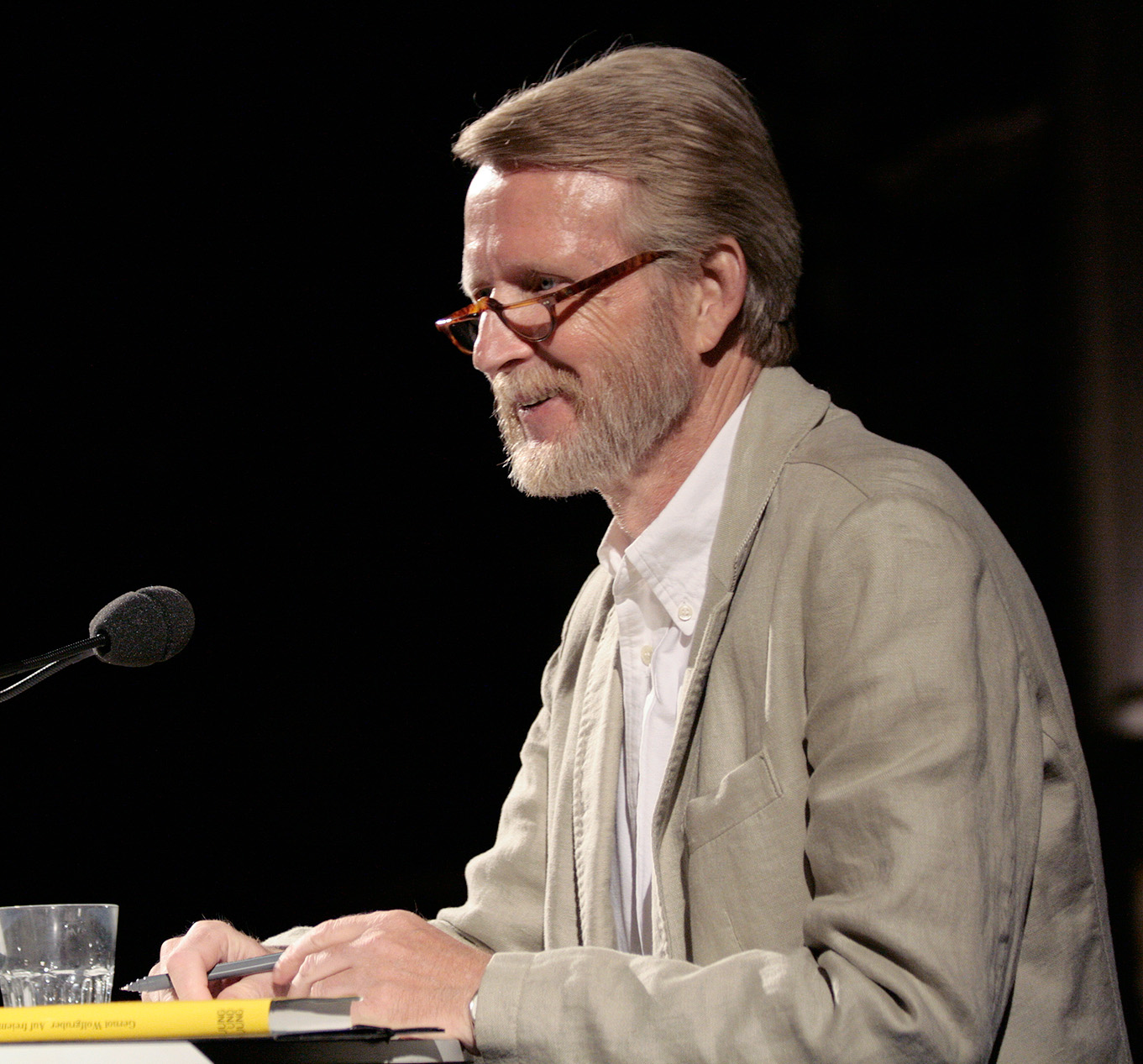
Gernot Wolfgruber (* 1944)

- Wolfgruber, Josef (* 1949), deutscher Motorradsportler
- Wolfgruber, Rupert senior (1913–1993), österreichischer Politiker (ÖVP), Landtagsabgeordneter und Landesrat
- Wolfgruber, Sebastian (* 1992), deutscher Jazzmusiker (Schlagzeug)
- Wolfgruber, Willi (1942–2006), österreichischer Forscher und Erfinder